# Draft 1952 de la NBA
1951 1953
La draft 1952 de la NBA est la 6e draft annuelle de la National Basketball Association (NBA), se déroulant en amont de la saison 1952-1953. Elle s'est tenue le 26 avril 1952 à Minneapolis. Cette draft est composée de 10 tours et 106 joueurs ont été sélectionnés,. Elle fut notable pour avoir produit très peu de joueurs de talent. La seule exception fut le futur « Hall-of-Famer » Clyde Lovellette.
Lors de cette draft, 10 équipes de la NBA choisissent à tour de rôle des joueurs évoluant au basket-ball universitaire américain. Les deux premiers choix de la draft se décident entre les deux équipes arrivées dernières de leur division lors de la saison 1951-1952. Les équipes NBA avaient la possibilité, avant la draft, de sélectionner un joueur qui venait d'un lycée à moins de 80 kilomètres de la ville et abandonnèrent alors leur premier choix, il s'agit du territorial pick.
À l'issue de la saison, le trophée du NBA Rookie of the Year, récompensant le meilleur joueur de première année, est décerné à Don Meineke, sélectionné en 12e position lors de la sélection de joueurs.
Le 10e choix de la draft, Gene Conley, a joué au niveau professionnel en tant que joueur de basket-ball et baseball. Il joue six saisons en NBA avec les Celtics de Boston et les Knicks de New York, puis 11 saisons dans la Major League Baseball (MLB). Il remporte trois titres NBA avec les Celtics, ainsi que la série mondiale de 1957 avec les Braves de Milwaukee, devenant le seul athlète à remporter un titre majeur en basket-ball et baseball.

## Draft
| ^ | Signale un joueur qui a été intronisé au Basketball Hall of Fame    |
| R | Signale le joueur qui a remporté le titre de NBA Rookie of the Year |

### Territorial pick
| Rang | Joueur     | Nationalité | Équipe NBA               | Université |
| ---- | ---------- | ----------- | ------------------------ | ---------- |
| TP   | Bill Mlkvy | États-Unis  | Warriors de Philadelphie | Temple     |

### Premier tour
| Rang | Joueur                          | Équipe NBA               | Université        |
| ---- | ------------------------------- | ------------------------ | ----------------- |
| 1    | Mark Workman (ailier/pivot)     | Hawks de Milwaukee       | West Virginia     |
| 2    | Jim Baechtold (arrière/ailier)  | Bullets de Baltimore     | Eastern Kentucky  |
| 3    | Dick Groat (arrière)            | Pistons de Fort Wayne    | Duke              |
| 4    | Joe Dean                        | Olympians d'Indianapolis | Louisiana State   |
| 5    | Ralph Polson (ailier/pivot)     | Knicks de New York       | Whitworth College |
| 6    | Bob Stauffer                    | Celtics de Boston        | Missouri          |
| 7    | Bob Lochmueller (ailier)        | Nationals de Syracuse    | Louisville        |
| 8    | Chuck Darling                   | Royals de Rochester      | Iowa              |
| 9    | Clyde Lovellette (pivot/ailier) | Lakers de Minneapolis    | Kansas            |

### Second tour
| Rang | Joueur                       | Équipe NBA               | Université         |
| ---- | ---------------------------- | ------------------------ | ------------------ |
| 10   | Eddie Miller (en)            | Hawks de Milwaukee       | Syracuse           |
| 11   | Blaine Denning               | Bullets de Baltimore     | Lawrence Tech      |
| 12   | Don Meineke R (ailier/pivot) | Pistons de Fort Wayne    | Dayton             |
| 13   | Walter Davis (pivot/ailier)  | Warriors de Philadelphie | Texas A&M          |
| 14   | Bob Zawoluk                  | Olympians d'Indianapolis | St. John's         |
| 15   | Roy Belliveau                | Knicks de New York       | Seton Hall         |
| 16   | Jim Iverson                  | Celtics de Boston        | Kansas State       |
| 17   | Jim Brasco                   | Nationals de Syracuse    | NYU                |
| 18   | Bryant Ivey                  | Royals de Rochester      | Alabama            |
| 19   | Tom Ackerman                 | Lakers de Minneapolis    | West Liberty State |

### Liste de joueurs notables draftés plus bas
| Joueur                     | Équipe NBA          | Université        |
| -------------------------- | ------------------- | ----------------- |
| Gene Conley (pivot/ailier) | Celtics de Boston   | George Washington |
| Jack McMahon (arrière)     | Royals de Rochester | St. John's        |